# Kieran Phelan
Kieran Phelan (* 19. November 1949 in Raheen Upper, Donaghmore, County Laois; † 26. Mai 2010 in Dublin) war ein irischer Politiker.

## Leben
Nach der Schulausbildung war Kieran Phelan als Landwirt und später als Auktionator tätig. Phelan, der Mitglied der Fianna Fáil war, begann seine politische Laufbahn zunächst in der Kommunalpolitik, als er 1991 in das Laois County Council gewählt wurde. Von 1998 bis 1999 war er dessen Vorsitzender.
Nachdem Phelan 1997 erfolglos für einen Sitz im Seanad Éireann, dem Oberhaus des irischen Parlaments, kandidiert hatte, gelang ihm 2002 der Einzug in den 22. Seanad Éireann. 2007 erfolgte seine Wiederwahl in den 23. Seanad Éireann. 

## Familie
Phelan war verheiratet und hatte fünf Kinder.